# Nils Christie
Pour les articles homonymes, voir Christie.
Nils Christie, né le 24 février 1928 à Oslo et mort le 27 mai 2015 dans la même ville, est un sociologue et un criminologue norvégien.

## Biographie
Il était membre de l'académie norvégienne des sciences et des lettres.

## Publications (sélection)
- (no) Fangevoktere i konsentrasjonsleire (gardiens dans les camps de concentration) (1952)
- (no) Hvis skolen ikke fantes (1971)
- (no) Pinens begrensning (1981)
  - (en) Limits to pain (1981)
- (no) Den gode fiende: Narkotikapolitikk i Norden (with Kettil Bruun, 1985)
- (no) Kriminalitetskontrol som industri: På vej mod GULAG, vestlig stil? (1996)
  - (en) Crime Control as Industry: Towards GULAGs, Western Style? (2000)
- (no) En passende mengde kriminalitet (2004)
  - (en) A Suitable Amount of Crime (2004)